# Mauro Coca
Mauro Coca (n. La Habana, Cuba, 12 de octubre de 1991) es un pintor y artista del tatuaje cubano.

## Biografía

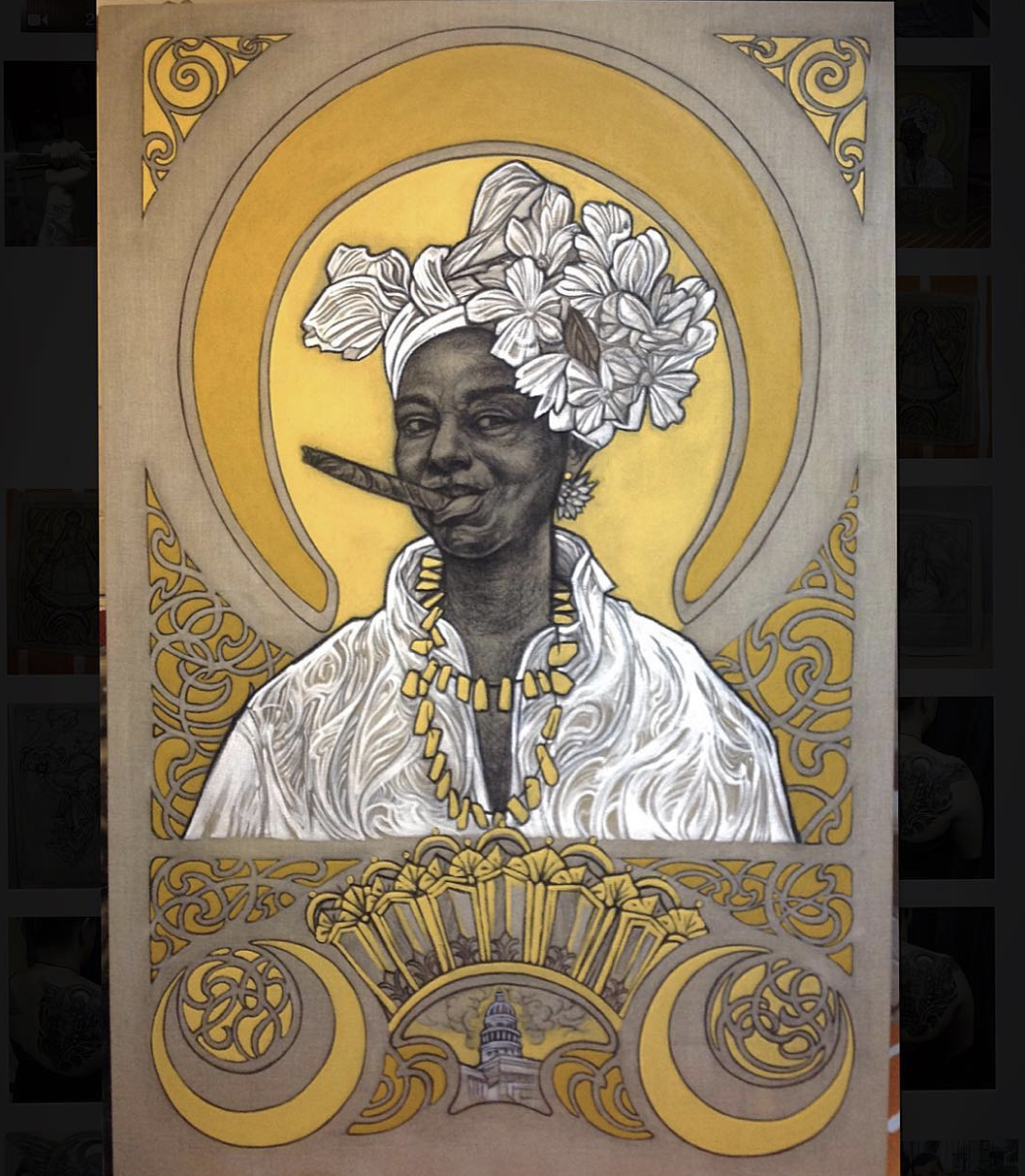
Pieza de la serie Con Permiso De.

Nacido en el municipio habanero de La Lisa, Coca mostró desde temprana edad gran interés en el arte del tatuaje, iniciándose en esta actividad con tan solo 15 años. Desde el comienzo en adelante la carrera de Coca experimentó un ascenso meteórico: los viajes fuera de la isla eran recurrentes y el interés por su trabajo se internacionalizó. Habiendo colaborado en exposiciones y eventos de tatuaje en diferentes países como Canadá, Estados Unidos, México o Noruega, se ganó la fama de tatuador versátil con amplias capacidades en los diferentes estilos.
El esfuerzo de muchos años dio sus frutos al convertirse en 2015 en miembro fundador de La Marca, el primer salón de tatuajes de La Habana. El propósito de este grupo, entre los cuales se encuentran otros profesionales del sector, es una legitimación del tatuaje en Cuba, alejándolo del estigma social del pasado, y buscar para él el reconocimiento institucional al nivel de un arte como la pintura o la plástica.

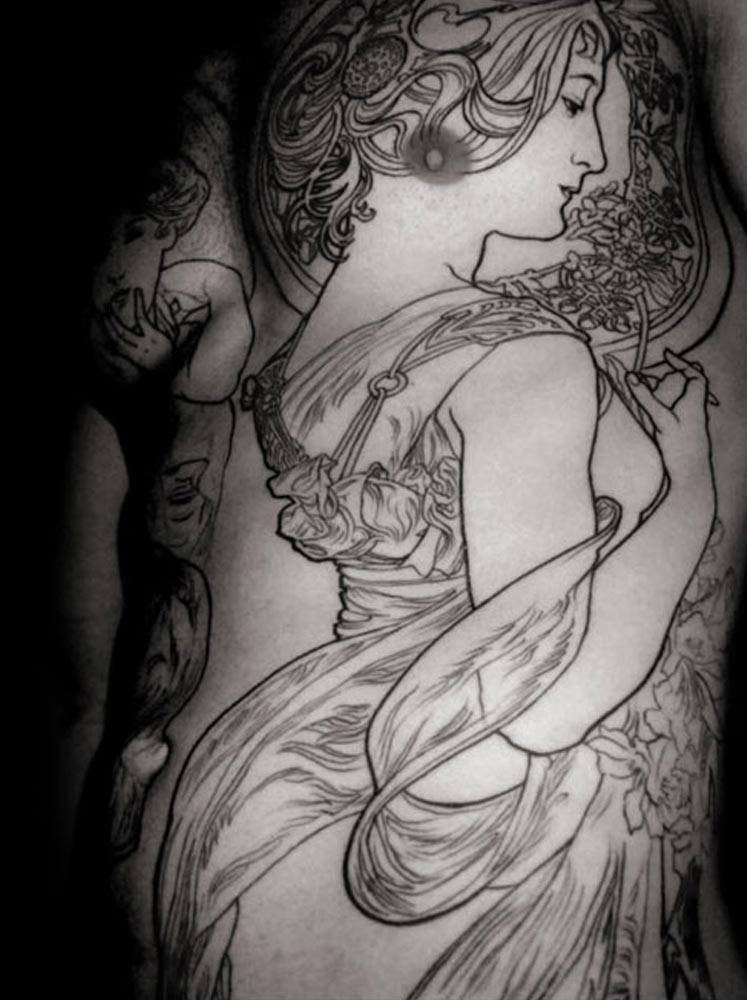
Tatuaje con influencia del Art Nouveau.

Aprovechando el auge del tatuaje en Cuba, fruto del contacto cultural con los turistas extranjeros en el contexto de la normalización de relaciones diplomáticas con Estados Unidos, Coca fue capaz de inaugurar una exposición personal en 2017, en la que se combinaban sus trabajos tanto en el tatuaje como en la pintura. La exhibición, que consistía parcialmente en una reinterpretación del pintor checoslovaco Alphonse Mucha, contó con la presencia del embajador de la República Checa en la isla.

## Obra
Si bien Mauro Coca ha destacado por su comodidad en diversos estilos de tatuaje, desde el New school hasta el ilustrativo, él ha dicho sentirse fuertemente influenciado por el estilo gráfico del Art Nouveau. Los temas de su obra plástica son igualmente variados, cultivando desde la figuración hasta la iconografía afrocubana.
1. ↑  Ureña, Emmanuel (21 de abril de 2016). «LA MARCA BODY ART GALLERY & TATTOO STUDIO: CUBA’S PREMIER INK HAVEN» (en inglés). Archivado desde el original el 24 de octubre de 2020. Consultado el 14 de octubre de 2020.
2. ↑  «La Marca: Havana’s first tattoo parlor» (en inglés). Archivado desde el original el 18 de septiembre de 2020. Consultado el 14 de octubre de 2020.
3. ↑  «Mundo del tatuaje en Cuba busca legalidad». Archivado desde el original el 13 de octubre de 2020. Consultado el 14 de octubre de 2020.
4. ↑  «La Marca cumple cinco años y sigue esperando marco legal para el tattoo cubano». Archivado desde el original el 18 de octubre de 2020. Consultado el 14 de octubre de 2020.
5. ↑  Morejón, Manuel Alberto. «‘Con permiso de’, los tatuajes del cubano Mauro Coca». Archivado desde el original el 13 de octubre de 2020. Consultado el 14 de octubre de 2020.
6. ↑  «Mauro Coca». Archivado desde el original el 20 de octubre de 2020. Consultado el 14 de octubre de 2020.